# Atarjea
Atarjea es una localidad del estado mexicano de Guanajuato, cabecera del municipio homónimo.

## Geografía
La ciudad de Atarjea se encuentra en la ubicación 21°16′17″N 99°43′14″O / 21.27139, -99.72056, a una altura aproximada de 1300 m s. n. m. La zona urbana ocupa una superficie de 0.2212 km².

## Demografía
Según los datos registrados en el censo de 2020, la población de Atarjea es de 434 habitantes, lo que representa un crecimiento promedio de 1.1% anual en el período 2010-2020 sobre la base de los 389 habitantes registrados en el censo anterior. Al año 2020 la densidad poblacional era de 1962 hab/km².
| Gráfica de evolución demográfica de Atarjea entre 2000 y 2020     |
|                                                                   |
| Fuente: Instituto Nacional de Estadística Geografía e Informática |

En 2020 el 47.5% de la población (206 personas) eran hombres y el 52.5% (228 personas) eran mujeres. El 61.5% de la población, (267 personas), tenía edades comprendidas entre los 15 y los 64 años.
La población de Atarjea está mayoritariamente alfabetizada, (5.99% de personas mayores de 15 años analfabetas, según relevamiento del año 2020), con un grado de escolaridad en torno a los 9 años. 

El 91.2% de los habitantes de Atarjea profesa la religión católica.
En el año 2010 estaba clasificada como una localidad de grado alto de vulnerabilidad social. Según el relevamiento realizado, 130 personas de 15 años o más no habían completado la educación básica, —carencia conocida como rezago educativo—, y 23 personas no disponían de acceso a la salud.